# 盖马普
盖马普（法語：Guémappe，法語發音：[ɡemap]）是法国上法蘭西大區加来海峡省的一个市镇，属于阿拉斯区。

## 地理
盖马普（50°15'14"N, 2°53'21"E）面积4.52 平方千米，位于法国上法蘭西大區加来海峡省，该省份为法国北部沿海省份，西北濒北海，南至索姆省，东临北部省。
与盖马普接壤的市镇（或旧市镇、城区）包括：蒙希勒普勒、阿图瓦地区维斯、旺库尔、谢里西、埃尼内勒。

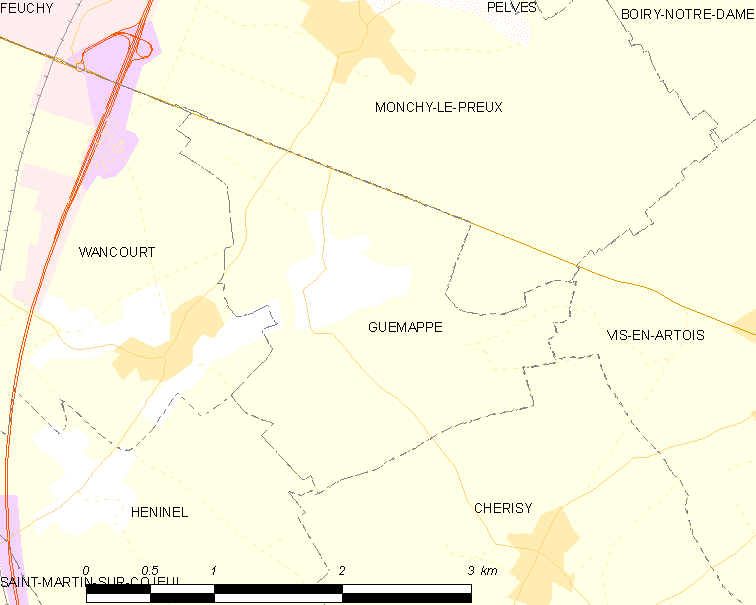
盖马普的OSM定位图

盖马普的时区为UTC+01:00、UTC+02:00（夏令时）。

## 行政
盖马普的邮政编码为62128，INSEE市镇编码为62392。

## 政治
盖马普所属的省级选区为阿拉斯第三县。

## 人口

1962-2008年间盖马普人口变化图示

盖马普于2022年1月1日时的人口数量为410人。